# 乾正聰

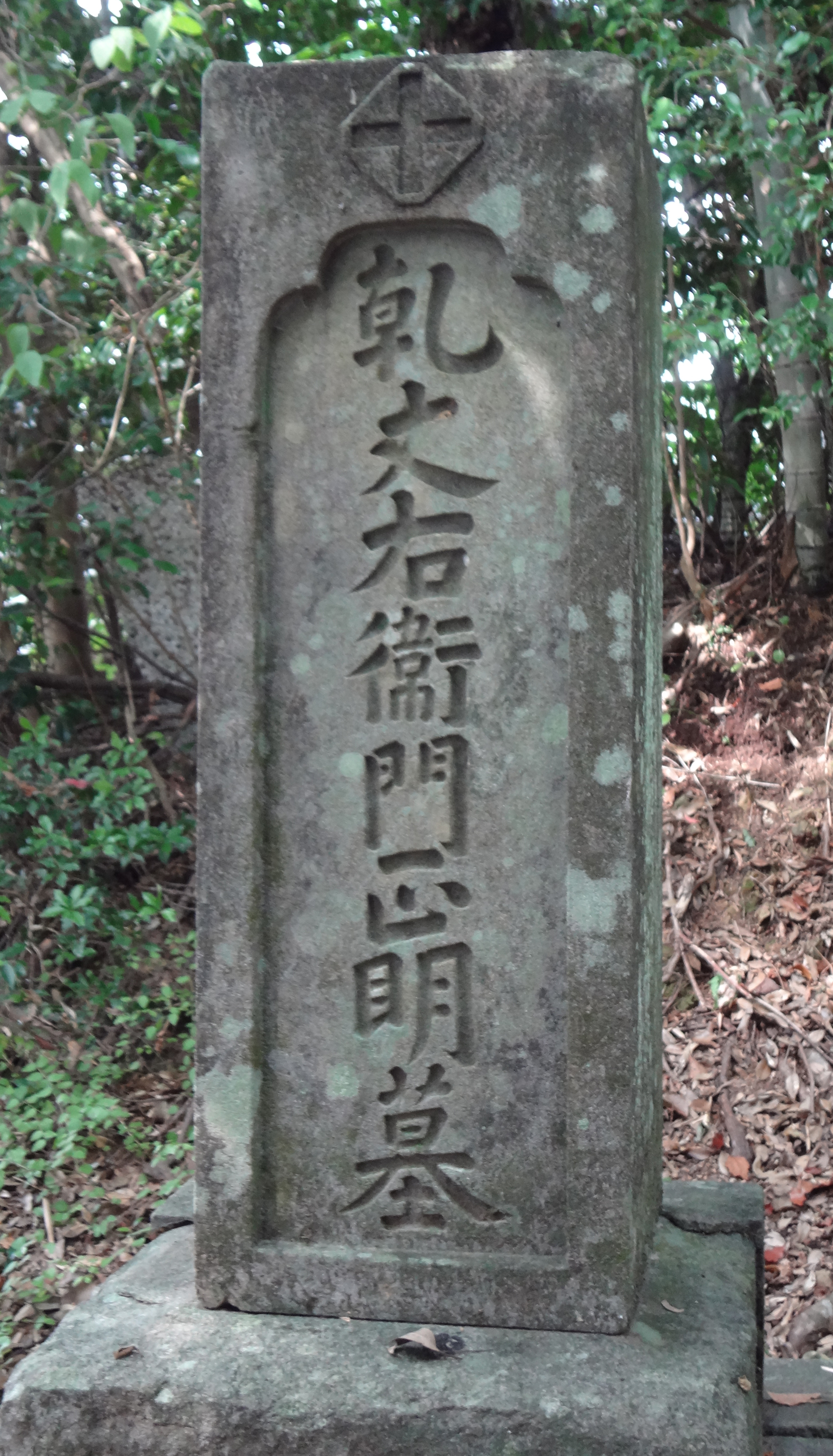
板垣退助の曾祖父・乾正聡の墓（板垣山）

乾 正聰（いぬい まさあき）は、江戸時代中期の土佐藩馬廻役で、家格は知行300石。土佐の奇人（いごっそう）。板垣退助の曾祖父。

## 来歴
諱は正聰。幼名は金四郎で、字は丈右衛門と称す。高知城下中島町の拝領屋敷で、土佐藩士・乾加助直建の長男として誕生。母は安積彦之進祥任の女。
宝暦7年8月15日（1757年9月27日）、山内豊敷の御代に惣領御目見え仰せ付けられる。宝暦10年12月26日（1761年1月31日）、亡父直建の跡目を無相違下し置かれる。宝暦12年（1762年）、江戸勤番を仰せ付けられたが、ゆえあって願い奉り、代理の者を江戸へ勤務させた。
明和7年12月18日（1771年2月2日）、叔父・中山右兵衛秀信が「常々家内修方不宜（つねづね かない おさめかた よろしからず）」とお咎仰せ付けられた時に、監督責任を問われ連座して謹慎を仰せ付けられたが、2月6日（旧暦12月22日）に謹慎を解かれた。
安永3年5月7日（1774年6月15日）、火の御守りを仰せ付けられ、江戸表へ出張。天明7年（1787年）、奢侈禁止令が発令され、奇行が始まる。
文化2年8月23日（1805年9月15日）卒去。

## 逸話
乾正聰は資性剛果（いごっそう）で、反骨の気概があり当時の人を驚かせた奇行が『土佐史談』などに多く伝えられている。

### 駕籠の話
当時幕政は逼迫し、天明7年（1787年）に老中松平定信は奢侈禁止を旨として、武士であっても駕籠に乗るのを禁止する倹約令が出されていた頃、正聰は日ごろから釣遊を好み、遠くまで駕籠に乗って出掛けるのを趣味としていたが、突然の禁令によって当惑した。そこで、正聰は一計を案じて従者数名に小舟を担がせ、自らはその舟の中に乗って釣場まで出掛けさせ、町行く人が之を見て咎めれば「これは駕籠ではござらぬ。舟でござる」と答えたという。

### 婚礼の話
正聰の娘の婚礼の時、勤倹令が発令されていた時世であったので、婚家は婚具の豪華になることを避けて「互いに風呂敷包みに収まる程度にしよう」と取り決めをした。正聰は快諾したが、果たして婚礼の日に乾家は「箪笥、長持ち、鋏箱、手桶、盥、鏡台、下駄箱、雨具」などの婚礼用具一式をすべて巨大な家紋入りの風呂敷包みで覆って行列を為し、果ては花嫁の乗った駕籠までも大風呂敷で包んで送り出したため、土佐の人は大変驚いたという逸話がある。

### 兵学に通じる
正聰は兵学に精しく、古今東西の兵法書を聚めて「その謄写せる書巻は、累積して数櫃に充つ」という。この書籍は曾孫の退助の代まで受け継がれ、退助は子供の頃からそれを読みあさり戊辰戦役の際、大いに軍略の参考になったという。

### 乾家の松
当時乾家の屋敷は、北西が家老の屋敷に向かい合い、その向こうには高知城天守閣を臨むことができた。
ある時、家老は、吸江湾の眺めを一望できるよう2階建ての楼閣を立てたが、たまたま乾家の隅に老いた松の大木があって、眺めを遮っていたため、家老は乾家に使者を出して枝の剪定を依頼した。
正聰は「仰せの次第、御尤（ごもっと）もに存ず。彼の松は、平素、拙者（それがし）の愛撫する処なれど、老職たつての思召ゆへ、早々に御意仕（ぎょいつかまつ）らむ」と答えたので、使者は喜んで帰参した。翌日、正聰は直ちに人を雇って松を根幹より切り倒した。家老はこれを聞き、「正聰の平生の頑固さから考えると、（日ごろ愛撫しているという）松の枝を切る事を承諾することさえ不可思議であるのに、なんと根元から切り倒してしまったというではないか。何か魂胆が無ければよいが」と内心恐怖に慄いた。
はたして数日後、正聰の使者が家老の屋敷にきて、「拙者（正聰）は、朝夕天守閣を遥拝し、緩急の際、武芸奉公を怠らぬよう銃身・剣戟の試練を心懸けし処、近頃、老職が楼閣を建てて眺望を塞いでしまった。このままでは、武芸鍛錬の遮りとなり、殿への至誠を欠くことになりかねないので、申し訳ないが先日、老職の申し出に、拙者がすぐさま順ったのと引き換えに、邪魔な楼閣を壊してくれないでしょうか」と言った。家老は驚愕し、「これは、一本取られた」と言って終に楼閣を自ら破却したという逸話がある。

## 家族
- 曾祖父：乾正方
- 曾祖母：山内氏
- 祖父：乾正清（生年不詳 - 1736年）
- 祖母：出雲路直元妹
  - 父：乾直建（生年不詳 - 1760年）
  - 母：安積彦之進祥任の女
    - 本人：乾正聰
    - 妻：林藤左衛門勝周の女
      - 子（長男）：乾信武
        - 孫（長男）：乾正成
        - 孫（長女）：実名未詳
          - 曾孫（長男）：板垣退助伯爵

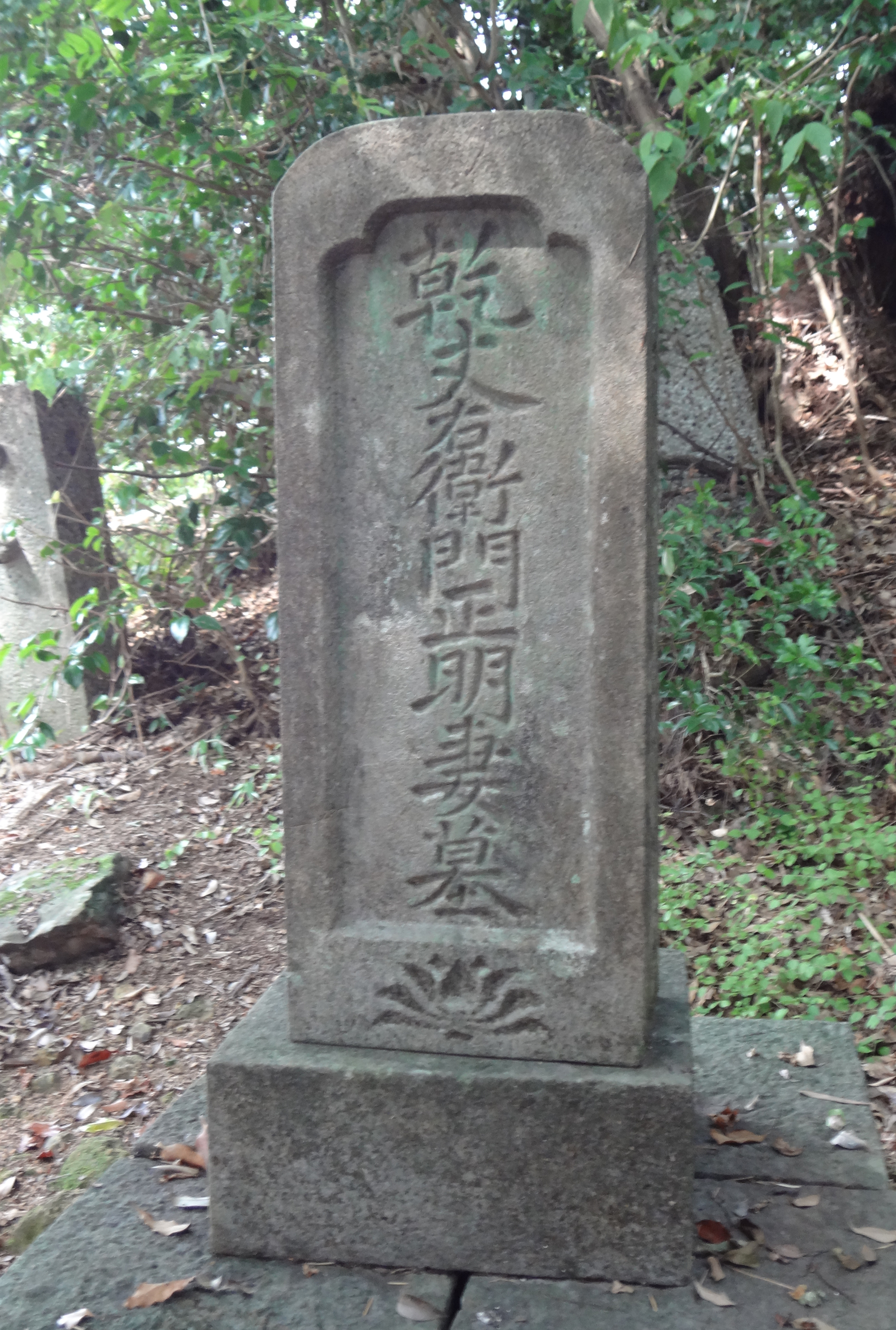
板垣退助の曾祖母・乾正聡妻の墓（高知・板垣山）

          - 曾孫（二男）：乾久馬（弘化2年（1845年） - 嘉永2年12月14日（1850年1月26日））
          - 曾孫（長女）：実名未詳（文政6年（1823年） - 元治元年7月3日（1864年8月4日））智祥院玉室妙蓮大姉
          - 曾孫（二女）：実名未詳
          - 曾孫（三女）：日野軍馬成雄の妻、日野次郎三成文の母

      - 子（二男）：野本信照、のち野本順助直誠の養子となる。
      - 娘：仙石祐三郎勝明（仙石九畹）の妻[7]（　　- 1850年）

## 補註
1. ↑  『板垣退助君傳記』では誤って乾信武の逸話として集録されている。
2. ↑  原文では「当時、勤倹力行の令出ありて、士格の駕(かご)を用ゆるを禁ぜらる」とある。
3. ↑  「信武の娘の婚礼の時」とする話もあるが年代が会わないので今は通説に従う。
4. ↑  『板垣退助君傳記』では誤って「杉」とされている
5. ↑  原文は「老松の繁柯(はんか)、その視界を遮りて、爲めに眺望を縦(ほしいまま)にすることあたわず、家老乃(すなわ)ち使を乾氏に寄せて懇(ねんご)ろに請ふて其の枝を拂はん事を欲す」とある。
6. ↑  原文は「近頃老職楼閣を築きて、其志を空しうす。何卒前日の厚旨に順ふに替へて、枉(ま)げてその楼閣を毀(こぼち)たれ給へ」とある。
7. ↑  『土佐の墓(2)』山本泰三著、土佐史談会、1987年(昭和62年)、137頁